# Heide (Hennef)

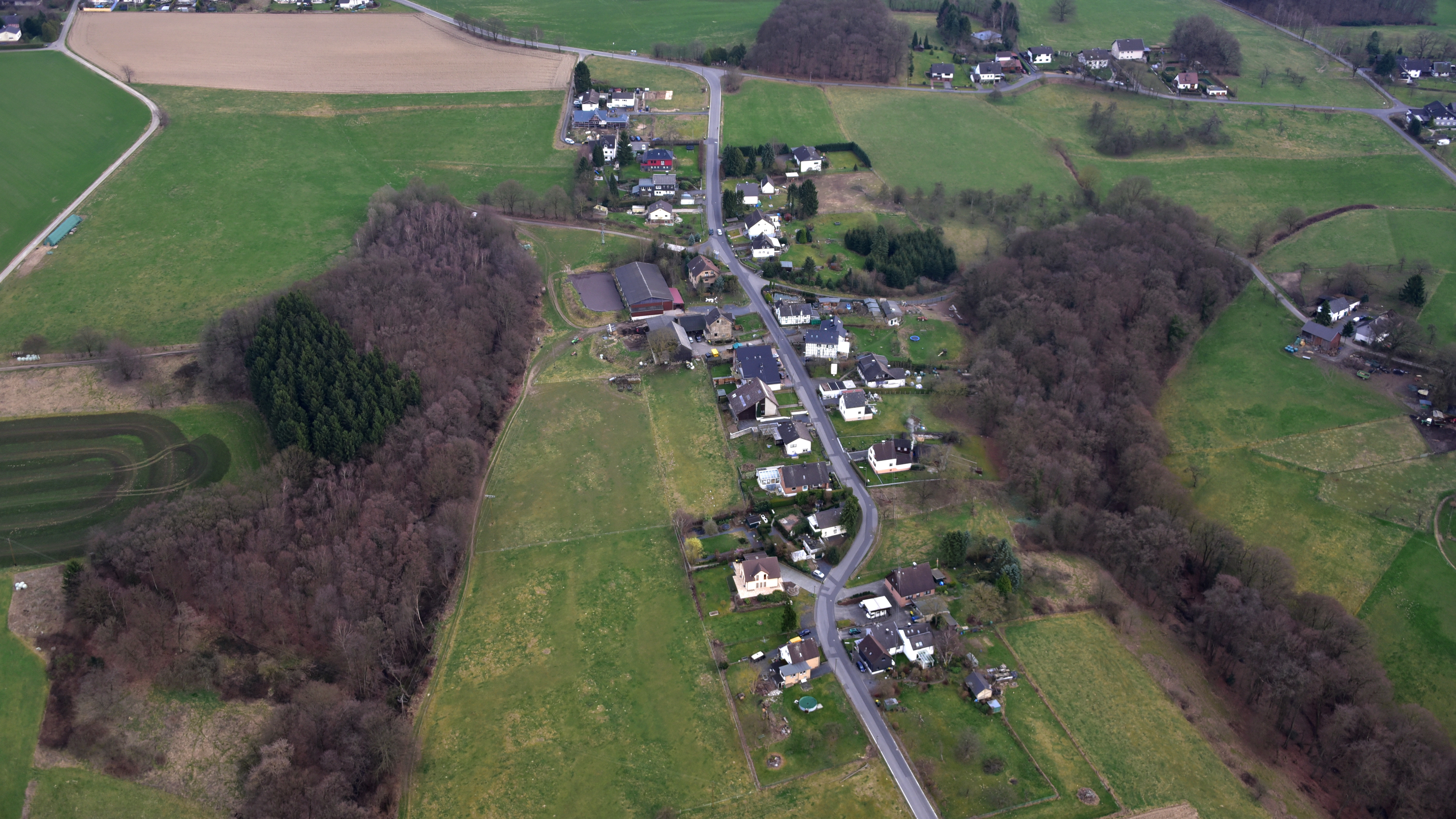
Heide, Luftaufnahme (2017)

Heide ist eine Ortschaft auf dem Stadtgebiet Hennef (Sieg) im Rhein-Sieg-Kreis in Nordrhein-Westfalen. Heide wird heute in der Ortsstatistik der Stadt Hennef nicht mehr gesondert ausgewiesen.

## Lage
Der Weiler liegt in einer Höhe von 175 bis 215 Metern über N.N. zwischen Eulenberg und Hanfmühle auf den Hängen des Westerwaldes.

## Geschichte
Nach einer Statistik aus dem Jahr 1885 lebten damals in Heide 37 Einwohner in 10 Häusern.
1910 gab es in Heide die Haushalte Ackerin Henriette Büllesfeld, Schrottschlosser Johann Dienspel, Ackerer Michael Dinspel sowie die Steinbrucharbeiter Johann Anton und Josef Eulenberg, Heinrich, Johann, Jakob und Peter Halm.
Bis zum 1. August 1969 gehörte die Ortschaft Heide zur Gemeinde Uckerath. Im Rahmen der kommunalen Neugliederung des Raumes Bonn wurde Uckerath, damit auch der Ort Heide, der damals neuen amtsfreien Gemeinde „Hennef (Sieg)“ zugeordnet.

## Baudenkmäler

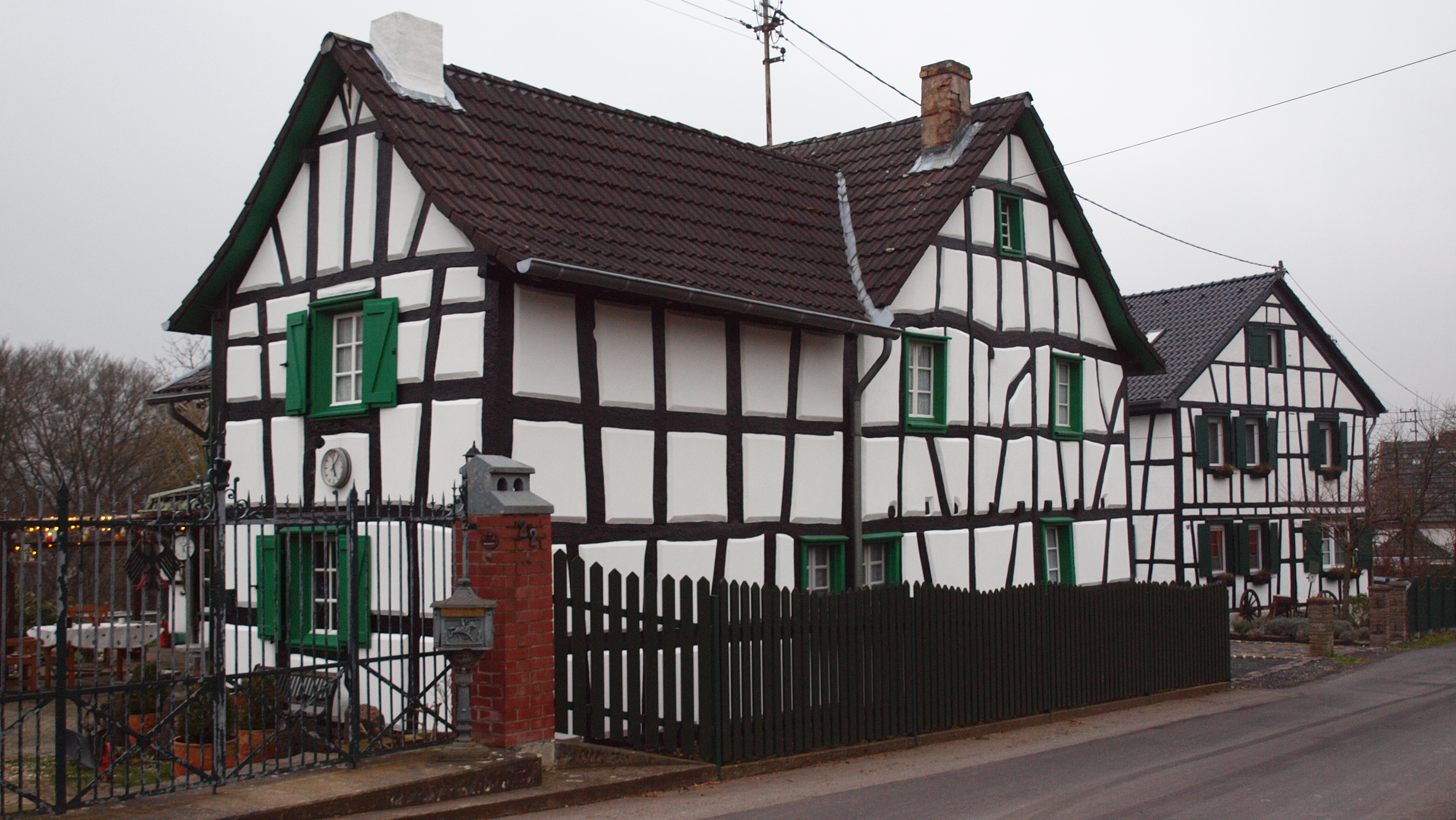
Denkmalgeschütztes Fachwerkhaus Am Heidegarten 22 (2015)

Als Baudenkmal unter Denkmalschutz steht ein Fachwerkhaus (Am Heidegarten 22).